# Soupisky mužstev na mistrovství světa ve fotbale 2018 (skupina G)
Toto je soupiska čtyř mužstev skupiny G na Mistrovství světa ve fotbale 2018.

## Belgie
| Číslo                                       | Jméno                      | Stát / klub                        | Datum narození             | Foto                                        |
| Brankáři                                    | Brankáři                   | Brankáři                           | Brankáři                   | Brankáři                                    |
| ------------------------------------------- | -------------------------- | ---------------------------------- | -------------------------- | ------------------------------------------- |
| 1                                           | Thibaut Courtois           | Chelsea FC (Anglie)                | 11.5.1992                  | Archivováno 23. 6. 2018 na Wayback Machine. |
| 12                                          | Simon Mignolet             | Liverpool FC (Anglie)              | 6.3.1988                   | Archivováno 23. 6. 2018 na Wayback Machine. |
| 13                                          | Koen Casteels              | VfL Wolfsburg (Německo)            | 25.6.1992                  | Archivováno 23. 6. 2018 na Wayback Machine. |
| Obránci                                     |                            |                                    |                            |                                             |
| 2                                           | Toby Alderweireld          | Tottenham Hotspur FC (Anglie)      | 2.3.1989                   | Archivováno 23. 6. 2018 na Wayback Machine. |
| 3                                           | Thomas Vermaelen           | FC Barcelona (Španělsko)           | 14.11.1985                 | Archivováno 23. 6. 2018 na Wayback Machine. |
| 4                                           | Vincent Kompany            | Manchester City FC (Anglie)        | 10.4.1986                  | Archivováno 23. 6. 2018 na Wayback Machine. |
| 5                                           | Jan Vertonghen             | Tottenham Hotspur FC (Anglie)      | 24.4.1987                  | Archivováno 31. 5. 2020 na Wayback Machine. |
| 15                                          | Thomas Meunier             | Paris Saint-Germain FC (Francie)   | 12.9.1991                  | Archivováno 23. 6. 2018 na Wayback Machine. |
| 20                                          | Dedryck Boyata             | Celtic FC (Skotsko)                | 28.11.1990                 | Archivováno 23. 6. 2018 na Wayback Machine. |
| 23                                          | Leander Dendoncker         | RSC Anderlecht (Belgie)            | 15.4.1995                  | Archivováno 23. 6. 2018 na Wayback Machine. |
| Záložníci                                   |                            |                                    |                            |                                             |
| 6                                           | Axel Witsel                | Tchien-ťin Čchüan-ťien (Čína)      | 12.1.1989                  | Archivováno 23. 6. 2018 na Wayback Machine. |
| 7                                           | Kevin De Bruyne            | Manchester City FC (Anglie)        | 28.6.1991                  | Archivováno 11. 7. 2018 na Wayback Machine. |
| 8                                           | Marouane Fellaini          | Manchester United FC (Anglie)      | 22.11.1987                 | Archivováno 23. 6. 2018 na Wayback Machine. |
| 11                                          | Yannick Carrasco           | Ta-lien I-fang (Čína)              | 4.9.1993                   | Archivováno 23. 6. 2018 na Wayback Machine. |
| 16                                          | Thorgan Hazard             | Borussia Mönchengladbach (Německo) | 29.3.1993                  | Archivováno 23. 6. 2018 na Wayback Machine. |
| 17                                          | Youri Tielemans            | AS Monaco FC (Francie)             | 7.5.1997                   | Archivováno 23. 6. 2018 na Wayback Machine. |
| 19                                          | Moussa Dembélé             | Tottenham Hotspur FC (Anglie)      | 16.7.1987                  | Archivováno 23. 6. 2018 na Wayback Machine. |
| 22                                          | Nacer Chadli               | West Bromwich Albion FC (Anglie)   | 2.8.1989                   | Archivováno 23. 6. 2018 na Wayback Machine. |
| Útočníci                                    |                            |                                    |                            |                                             |
| 9                                           | Romelu Lukaku              | Manchester United FC (Anglie)      | 13.5.1993                  | Archivováno 23. 6. 2018 na Wayback Machine. |
| 10                                          | Eden Hazard –              | Chelsea FC (Anglie)                | 7.1.1991                   | Archivováno 23. 6. 2018 na Wayback Machine. |
| 14                                          | Dries Mertens              | SSC Neapol (Itálie)                | 6.5.1987                   | Archivováno 23. 6. 2018 na Wayback Machine. |
| 18                                          | Adnan Januzaj              | Real Sociedad (Španělsko)          | 5.2.1995                   | Archivováno 23. 6. 2018 na Wayback Machine. |
| 21                                          | Michy Batshuayi            | Borussia Dortmund (Německo)        | 2.10.1993                  | Archivováno 23. 6. 2018 na Wayback Machine. |
| Hlavní trenér                               |                            |                                    |                            |                                             |
| Roberto Martínez 13.7.1973                  | Roberto Martínez 13.7.1973 | Roberto Martínez 13.7.1973         | Roberto Martínez 13.7.1973 | Archivováno 23. 6. 2018 na Wayback Machine. |
| Soupiska na FIFA.com                        |                            |                                    |                            |                                             |
| Archivováno 21. 6. 2018 na Wayback Machine. |                            |                                    |                            |                                             |

## Panama
| Číslo                                       | Jméno                 | Stát / klub                             | Datum narození        | Foto                                        |
| Brankáři                                    | Brankáři              | Brankáři                                | Brankáři              | Brankáři                                    |
| ------------------------------------------- | --------------------- | --------------------------------------- | --------------------- | ------------------------------------------- |
| 1                                           | Jaime Penedo          | Dinamo Bukurešť (Rumunsko)              | 26.9.1981             | Archivováno 23. 6. 2018 na Wayback Machine. |
| 12                                          | José Calderón         | Chorrillo (Panama)                      | 14.8.1985             | Archivováno 23. 6. 2018 na Wayback Machine. |
| 22                                          | Álex Rodríguez        | San Francisco FC (Panama)               | 5.8.1990              | Archivováno 23. 6. 2018 na Wayback Machine. |
| Obránci                                     |                       |                                         |                       |                                             |
| 2                                           | Michael Amir Murillo  | New York Red Bulls (USA)                | 5.8.1990              | Archivováno 23. 6. 2018 na Wayback Machine. |
| 3                                           | Hárold Cummings       | San Jose Earthquakes (USA)              | 1.3.1992              | Archivováno 23. 6. 2018 na Wayback Machine. |
| 4                                           | Fidel Escobar         | New York Red Bulls (USA)                | 9.1.1995              | Archivováno 23. 6. 2018 na Wayback Machine. |
| 5                                           | Román Torres          | Seattle Sounders FC (USA)               | 20.3.1986             | Archivováno 23. 6. 2018 na Wayback Machine. |
| 13                                          | Adolfo Machado        | Houston Dynamo FC (USA)                 | 14.2.1985             | Archivováno 23. 6. 2018 na Wayback Machine. |
| 15                                          | Éric Davis            | FC DAC 1904 Dunajská Streda (Slovensko) | 31.3.1991             | Archivováno 23. 6. 2018 na Wayback Machine. |
| 17                                          | Luis Ovalle           | CD Olimpia (Honduras)                   | 7.9.1988              | Archivováno 23. 6. 2018 na Wayback Machine. |
| 23                                          | Felipe Baloy –        | CSD Municipal (Guatemala)               | 24.2.1981             | Archivováno 23. 6. 2018 na Wayback Machine. |
| Záložníci                                   |                       |                                         |                       |                                             |
| 6                                           | Gabriel Gómez         | Atlético Bucaramanga (Kolumbie)         | 29.5.1984             | Archivováno 23. 6. 2018 na Wayback Machine. |
| 8                                           | Édgar Bárcenas        | Cafetaleros de Tapachula (Mexiko)       | 23.10.1993            | Archivováno 23. 6. 2018 na Wayback Machine. |
| 11                                          | Armando Cooper        | Club Universidad de Chile (Chile)       | 26.11.1987            | Archivováno 23. 6. 2018 na Wayback Machine. |
| 14                                          | Valentín Pimentel     | CD Plaza Amador (Panama)                | 30.5.1991             | Archivováno 23. 6. 2018 na Wayback Machine. |
| 19                                          | Ricardo Ávila         | KRC Genk (Belgie)                       | 4.2.1997              | Archivováno 23. 6. 2018 na Wayback Machine. |
| 20                                          | Aníbal Godoy          | San Jose Earthquakes (USA)              | 10.2.1990             | Archivováno 23. 6. 2018 na Wayback Machine. |
| 21                                          | José Luis Rodríguez   | KRC Genk (Belgie)                       | 19.6.1998             | Archivováno 23. 6. 2018 na Wayback Machine. |
| Útočníci                                    |                       |                                         |                       |                                             |
| 7                                           | Blas Pérez            | CSD Municipal (Guatemala)               | 13.3.1981             | Archivováno 23. 6. 2018 na Wayback Machine. |
| 9                                           | Gabriel Torres        | Huachipato (Chile)                      | 31.10.1988            | Archivováno 23. 6. 2018 na Wayback Machine. |
| 10                                          | Ismael Díaz           | Real Club Deportivo Fabril (Španělsko)  | 12.5.1997             | Archivováno 23. 6. 2018 na Wayback Machine. |
| 16                                          | Abdiel Arroyo         | LD Alajuelense (Kostarika)              | 13.12.1993            | Archivováno 23. 6. 2018 na Wayback Machine. |
| 18                                          | Luis Tejada           | Sport Boys Callao (Peru)                | 28.3.1982             | Archivováno 23. 6. 2018 na Wayback Machine. |
| Hlavní trenér                               |                       |                                         |                       |                                             |
| Hernán Gómez 3.2.1956                       | Hernán Gómez 3.2.1956 | Hernán Gómez 3.2.1956                   | Hernán Gómez 3.2.1956 | Archivováno 23. 6. 2018 na Wayback Machine. |
| Soupiska na FIFA.com                        |                       |                                         |                       |                                             |
| Archivováno 21. 6. 2018 na Wayback Machine. |                       |                                         |                       |                                             |

## Tunisko
| Číslo                                       | Jméno                  | Stát / klub                           | Datum narození         | Foto                                        |
| Brankáři                                    | Brankáři               | Brankáři                              | Brankáři               | Brankáři                                    |
| ------------------------------------------- | ---------------------- | ------------------------------------- | ---------------------- | ------------------------------------------- |
| 1                                           | Fárúk bin Mustafá      | Al Shabab (Saúdská Arábie)            | 1.7.1989               | Archivováno 23. 6. 2018 na Wayback Machine. |
| 16                                          | Ajmán Maslúsí –        | Al Batin (Saúdská Arábie)             | 14.9.1984              | Archivováno 23. 6. 2018 na Wayback Machine. |
| 22                                          | Muizz Hasan            | LB Châteauroux (Francie)              | 5.3.1995               | Archivováno 23. 6. 2018 na Wayback Machine. |
| Obránci                                     |                        |                                       |                        |                                             |
| 2                                           | Síám bin Júsif         | Kasimpasa Istanbul (Turecko)          | 31.3.1989              | Archivováno 23. 6. 2018 na Wayback Machine. |
| 3                                           | Yohan Binaluání        | Leicester City FC (Anglie)            | 28.3.1987              | Archivováno 23. 6. 2018 na Wayback Machine. |
| 4                                           | Jasín Maríá            | CS Sfaxien (Tunisko)                  | 2.7.1993               | Archivováno 23. 6. 2018 na Wayback Machine. |
| 5                                           | Usáma Haddadí          | Dijon FCO (Francie)                   | 28.1.1992              | Archivováno 23. 6. 2018 na Wayback Machine. |
| 6                                           | Ramí Baduí             | Étoile Sportive du Sahel (Tunisko)    | 19.1.1990              | Archivováno 23. 6. 2018 na Wayback Machine. |
| 11                                          | Dylan Bronn            | KRC Genk (Belgie)                     | 19.6.1995              | Archivováno 23. 6. 2018 na Wayback Machine. |
| 12                                          | Alí Maalúl             | Al Ahli Káhira (Egypt)                | 1.1.1990               | Archivováno 23. 6. 2018 na Wayback Machine. |
| 21                                          | Hamdí Naggúz           | Zamalek SC (Egypt)                    | 28.10.1992             | Archivováno 23. 6. 2018 na Wayback Machine. |
| Záložníci                                   |                        |                                       |                        |                                             |
| 9                                           | Anís Badrí             | Espérance Sportive de Tunis (Tunisko) | 18.9.1990              | Archivováno 23. 6. 2018 na Wayback Machine. |
| 13                                          | Fardžaní Sasí          | An-Nassr FC (Saúdská Arábie)          | 18.3.1992              | Archivováno 23. 6. 2018 na Wayback Machine. |
| 14                                          | Muhammad Amín bin Amúr | Al Ahli Džidda (Saúdská Arábie)       | 3.5.1992               | Archivováno 23. 6. 2018 na Wayback Machine. |
| 17                                          | Alljís Schirí          | Montpellier HSC (Francie)             | 10.5.1995              | Archivováno 23. 6. 2018 na Wayback Machine. |
| Útočníci                                    |                        |                                       |                        |                                             |
| 7                                           | Sajfaddín Chauí        | Troyes AC (Francie)                   | 27.4.1995              | Archivováno 23. 6. 2018 na Wayback Machine. |
| 8                                           | Fachraddín bin Júsif   | Al Ettifaq FC (Saúdská Arábie)        | 21.6.1991              | Archivováno 23. 6. 2018 na Wayback Machine. |
| 10                                          | Vahbí Chazrí           | Stade Rennais FC (Francie)            | 8.2.1991               | Archivováno 23. 6. 2018 na Wayback Machine. |
| 15                                          | Ahmad Chalíl           | Club Africain (Tunisko)               | 21.12.1994             | Archivováno 23. 6. 2018 na Wayback Machine. |
| 18                                          | Basím Srarfí           | OGC Nice (Francie)                    | 25.6.1997              | Archivováno 23. 6. 2018 na Wayback Machine. |
| 19                                          | Sabír Chalífa          | Club Africain (Tunisko)               | 14.10.1986             | Archivováno 23. 6. 2018 na Wayback Machine. |
| 20                                          | Ghailín Čaalalí        | Espérance Sportive de Tunis (Tunisko) | 28.2.1994              | Archivováno 23. 6. 2018 na Wayback Machine. |
| 23                                          | Najím Slití            | Dijon FCO (Francie)                   | 27.7.1992              | Archivováno 23. 6. 2018 na Wayback Machine. |
| Hlavní trenér                               |                        |                                       |                        |                                             |
| Nabíl Maalúl 25.7.1962                      | Nabíl Maalúl 25.7.1962 | Nabíl Maalúl 25.7.1962                | Nabíl Maalúl 25.7.1962 | Archivováno 23. 6. 2018 na Wayback Machine. |
| Soupiska na FIFA.com                        |                        |                                       |                        |                                             |
| Archivováno 18. 6. 2018 na Wayback Machine. |                        |                                       |                        |                                             |

## Anglie
| Číslo                                       | Jméno                     | Stát / klub                   | Datum narození            | Foto                                        |
| Brankáři                                    | Brankáři                  | Brankáři                      | Brankáři                  | Brankáři                                    |
| ------------------------------------------- | ------------------------- | ----------------------------- | ------------------------- | ------------------------------------------- |
| 1                                           | Jordan Pickford           | Everton FC (Anglie)           | 7.3.1994                  | Archivováno 23. 6. 2018 na Wayback Machine. |
| 13                                          | Jack Butland              | Stoke City FC (Anglie)        | 10.3.1993                 | Archivováno 23. 6. 2018 na Wayback Machine. |
| 23                                          | Nick Pope                 | Burnley FC (Anglie)           | 19.4.1992                 | Archivováno 23. 6. 2018 na Wayback Machine. |
| Obránci                                     |                           |                               |                           |                                             |
| 2                                           | Kyle Walker               | Manchester City FC (Anglie)   | 28.5.1990                 | Archivováno 23. 6. 2018 na Wayback Machine. |
| 3                                           | Danny Rose                | Tottenham Hotspur FC (Anglie) | 2.7.1990                  | Archivováno 23. 6. 2018 na Wayback Machine. |
| 5                                           | John Stones               | Manchester City FC (Anglie)   | 28.5.1994                 | Archivováno 23. 6. 2018 na Wayback Machine. |
| 6                                           | Harry Maguire             | Leicester City FC (Anglie)    | 5.3.1993                  | Archivováno 23. 6. 2018 na Wayback Machine. |
| 12                                          | Kieran Trippier           | Tottenham Hotspur FC (Anglie) | 19.9.1990                 | Archivováno 23. 6. 2018 na Wayback Machine. |
| 15                                          | Gary Cahill               | Chelsea FC (Anglie)           | 19.12.1985                | Archivováno 23. 6. 2018 na Wayback Machine. |
| 16                                          | Phil Jones                | Manchester United FC (Anglie) | 21.2.1992                 | Archivováno 23. 6. 2018 na Wayback Machine. |
| 17                                          | Fabian Delph              | Manchester City FC (Anglie)   | 21.11.1989                | Archivováno 23. 6. 2018 na Wayback Machine. |
| 18                                          | Ashley Young              | Manchester United FC (Anglie) | 9.7.1985                  | Archivováno 23. 6. 2018 na Wayback Machine. |
| 22                                          | Trent Alexander-Arnold    | Liverpool FC (Anglie)         | 7.10.1998                 | Archivováno 23. 6. 2018 na Wayback Machine. |
| Záložníci                                   |                           |                               |                           |                                             |
| 4                                           | Eric Dier                 | Tottenham Hotspur FC (Anglie) | 15.1.1994                 | Archivováno 23. 6. 2018 na Wayback Machine. |
| 7                                           | Jesse Lingard             | Manchester United FC (Anglie) | 15.12.1992                | Archivováno 23. 6. 2018 na Wayback Machine. |
| 8                                           | Jordan Henderson          | Liverpool FC (Anglie)         | 17.6.1990                 | Archivováno 23. 6. 2018 na Wayback Machine. |
| 20                                          | Dele Alli                 | Tottenham Hotspur FC (Anglie) | 11.4.1996                 | Archivováno 23. 6. 2018 na Wayback Machine. |
| 21                                          | Ruben Loftus-Cheek        | Chelsea FC (Anglie)           | 23.1.1996                 | Archivováno 23. 6. 2018 na Wayback Machine. |
| Útočníci                                    |                           |                               |                           |                                             |
| 9                                           | Harry Kane –              | Tottenham Hotspur FC (Anglie) | 28.7.1993                 | Archivováno 23. 6. 2018 na Wayback Machine. |
| 10                                          | Raheem Sterling           | Manchester City FC (Anglie)   | 8.12.1994                 | Archivováno 23. 6. 2018 na Wayback Machine. |
| 11                                          | Jamie Vardy               | Leicester City FC (Anglie)    | 11.1.1987                 | Archivováno 23. 6. 2018 na Wayback Machine. |
| 14                                          | Danny Welbeck             | Arsenal FC (Anglie)           | 26.11.1990                | Archivováno 23. 6. 2018 na Wayback Machine. |
| 19                                          | Marcus Rashford           | Manchester United FC (Anglie) | 31.10.1997                |                                             |
| Hlavní trenér                               |                           |                               |                           |                                             |
| Gareth Southgate 3.9.1970                   | Gareth Southgate 3.9.1970 | Gareth Southgate 3.9.1970     | Gareth Southgate 3.9.1970 | Archivováno 23. 6. 2018 na Wayback Machine. |
| Soupiska na FIFA.com                        |                           |                               |                           |                                             |
| Archivováno 21. 6. 2018 na Wayback Machine. |                           |                               |                           |                                             |